# Citron Meyer
Espèce
Le citron Meyer est un cultivar de citron doux décoratif qui doit sa notoriété à l'utilisation culinaire qu'en fit Lindsey Shere, pâtissière d'Alice Waters dans les années 1970 au restaurant Chez Panisse à Berkeley, en Californie. De là il est devenu un fruit fétiche des chefs et des pâtissiers.
UPOV donne le nom français de citronnier de Meyer.

## Dénomination
Citrus ×meyeri Yu.Tanaka est synonyme de C. lemon (le citron). En bengali  এলাচি লেবু Ēlāci lēbu signifie citron cardamome

## Histoire
Il figure dans la liste des introductions américaines 1914-15  ref. 23028: «Citrus limonum. Citron. De Frank N. Meyer, Fengtai, Chine. Citron nain ornemental, cultivé par les Chinois comme plante décorative en hiver. On observe fréquemment de petites plantes en pot avec une douzaine de gros citrons sur leurs branches. Facilement propagé à partir de boutures. Pour tester comme ornemental et pour des expériences de reproduction». Il est distribué comme plante naine décorative en 1916. À noter que Shenyang est sur le 41° parallèle nord avec des minimales de décembre à février inférieures à −12 °C.
Il est présent au Maroc en 1937, Raymond Lauriac le signale dans le verger expérimental de la ferme Lacarelle de Tafrant (province de Taounate) «J'ai vu, enfin, toute une collection de citrons, dont un appelé Meyer Lémon est d'une coloration extérieure et intérieure rouge-orange très prononcé. Ce fruit, extrêmement juteux, est idéal pour la préparation de citronnade sous forme de citron pressé».
En 1959, Tanaka écrit «Soh-long est un Meyer acide et Pani-Jamir une forme douce du citron Meyer, variété qu'aurait rencontré Franck Meyer vers 1908 en Chine [ ] des formes acides de Meyer semblent spontanées en Assam ».
Vers 1980, le citron Meyer est un fruit signature de Chez Panisse, chantre des ingrédients locaux, ce citron chinois provenait d'un arbre décoratif de l'arrière cour d'un voisin. Lindsey Shere en faisait une tarte au citron qui figure dans son livre Chez Panisse Desserts, plus tard Martha Stewart en assure une promotion dans le grand public américain, principalement dans les desserts sucrés.

## Description

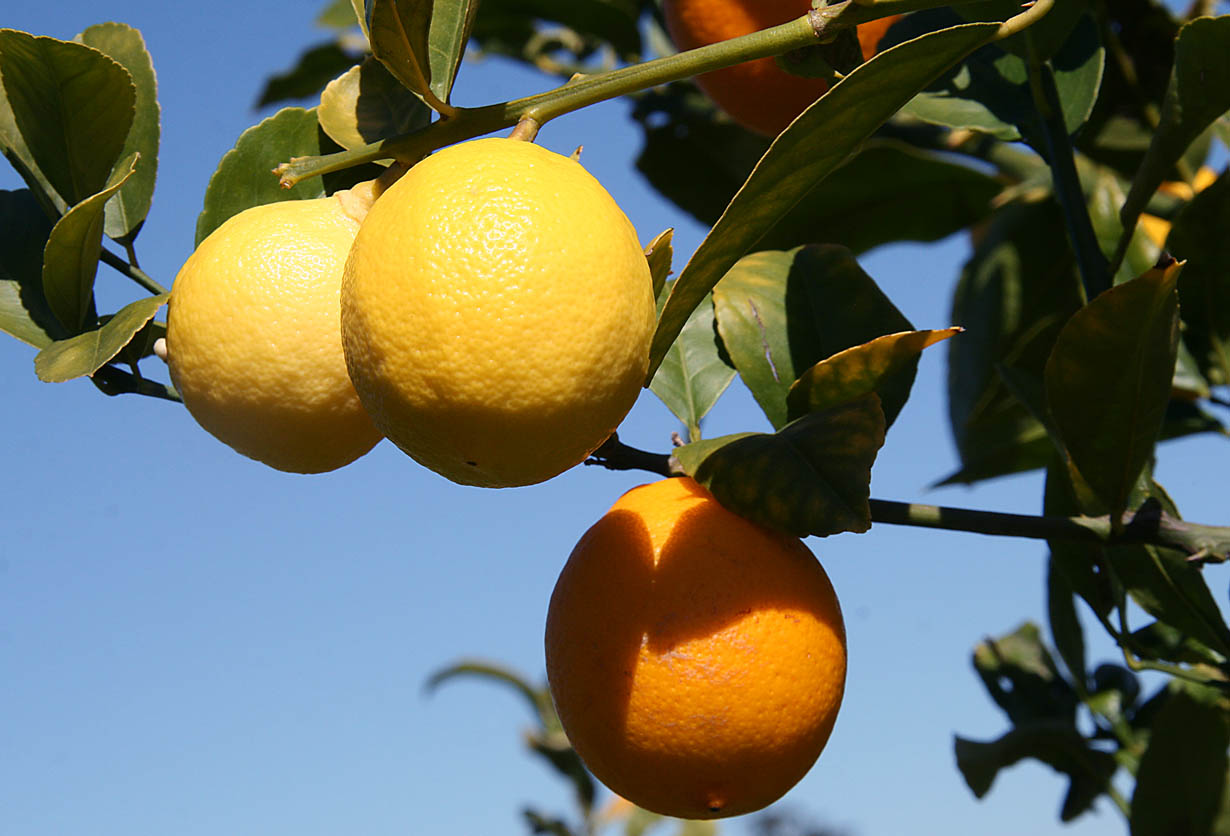
Citrons Meyer sur l'arbre en mars

Arbre petit, peu épineux, vigoureux quoique ne produisant pas beaucoup de gourmands, réputé plus résistant au froid que le citronnier (Zone de rusticité USDA  8a = supporterait des froids sévères pour un agrume).
Fruit obovale ou oblongs, apex parfois légèrement rétrécies et sillonnées ou lobées parfois à mamelon court (certains fruits évoquent une limette), hauteur 6,5 à 9 cm, largeur 6 à 7,5 cm couleur orange clair un peu rose à totale maturité. La pulpe juteuse, modérément acide à saveur moyennement citronnée est jaune orangé pâle, généralement avec 10 segments et 9 à 12 graines.
Végétation remontante, belle floraison blanche ou bordées de mauve. Il est reproduit par bouture.

### Génétique

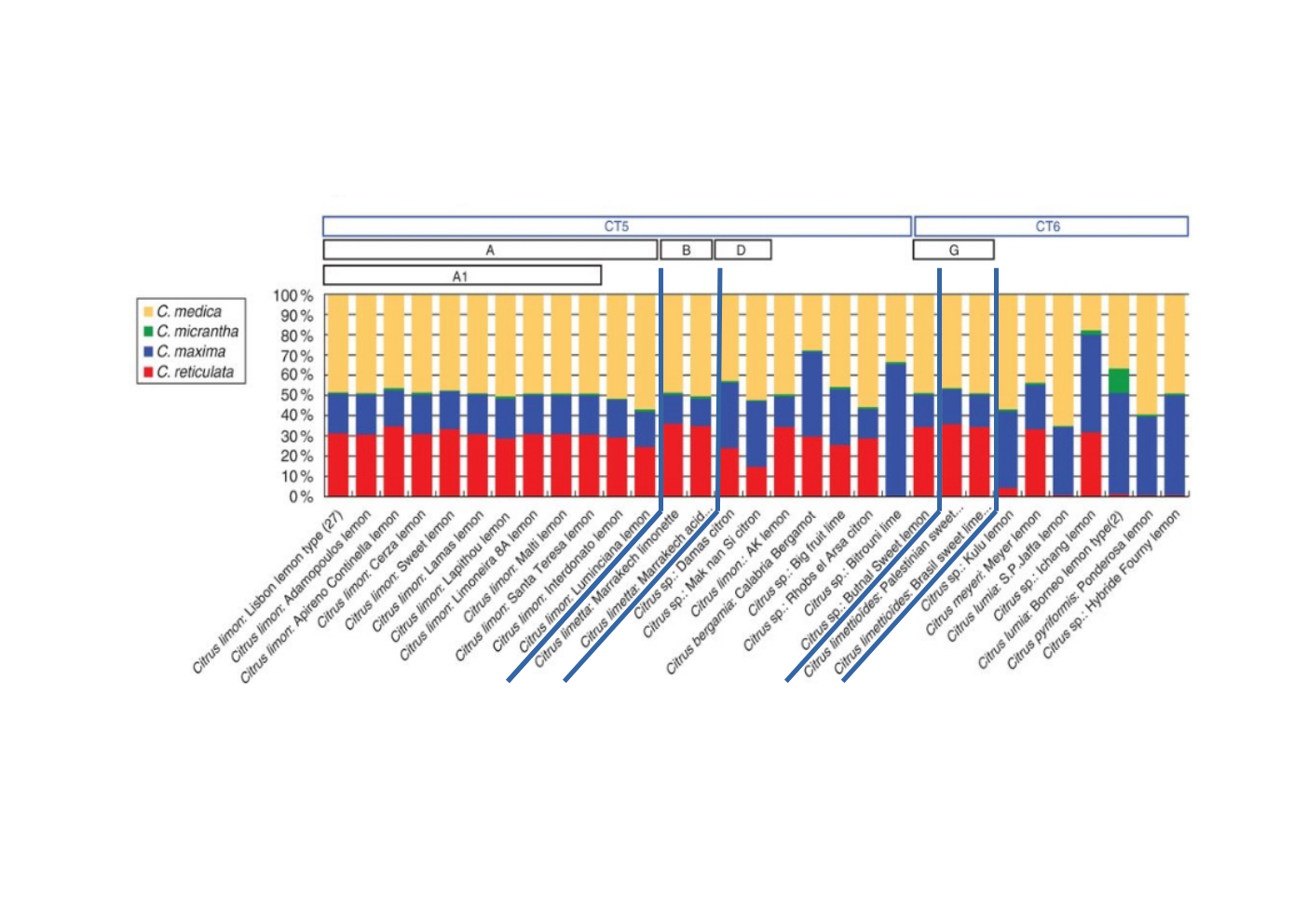
Sur ce graphique de métissage le citron Meyer (4e position après la limette de Palestine) apparait proche de cette dernière mais aussi des citrons

Franck Curk et al. (2016) écrivent «La structure et le motif Hom/Het du citron Meyer ressemblaient à ceux de C. limettioides et ont probablement une origine similaire (C. maxima  ×  C. reticulata) × C. medica  (double hybride pamplemoussier x mandarinier, puis x cédratier). Cette origine a été confirmée sur les 123 marqueurs avec une congruence de 98·3 et 95·8 %, respectivement». Les parents concrets ne sont pas encore connus.

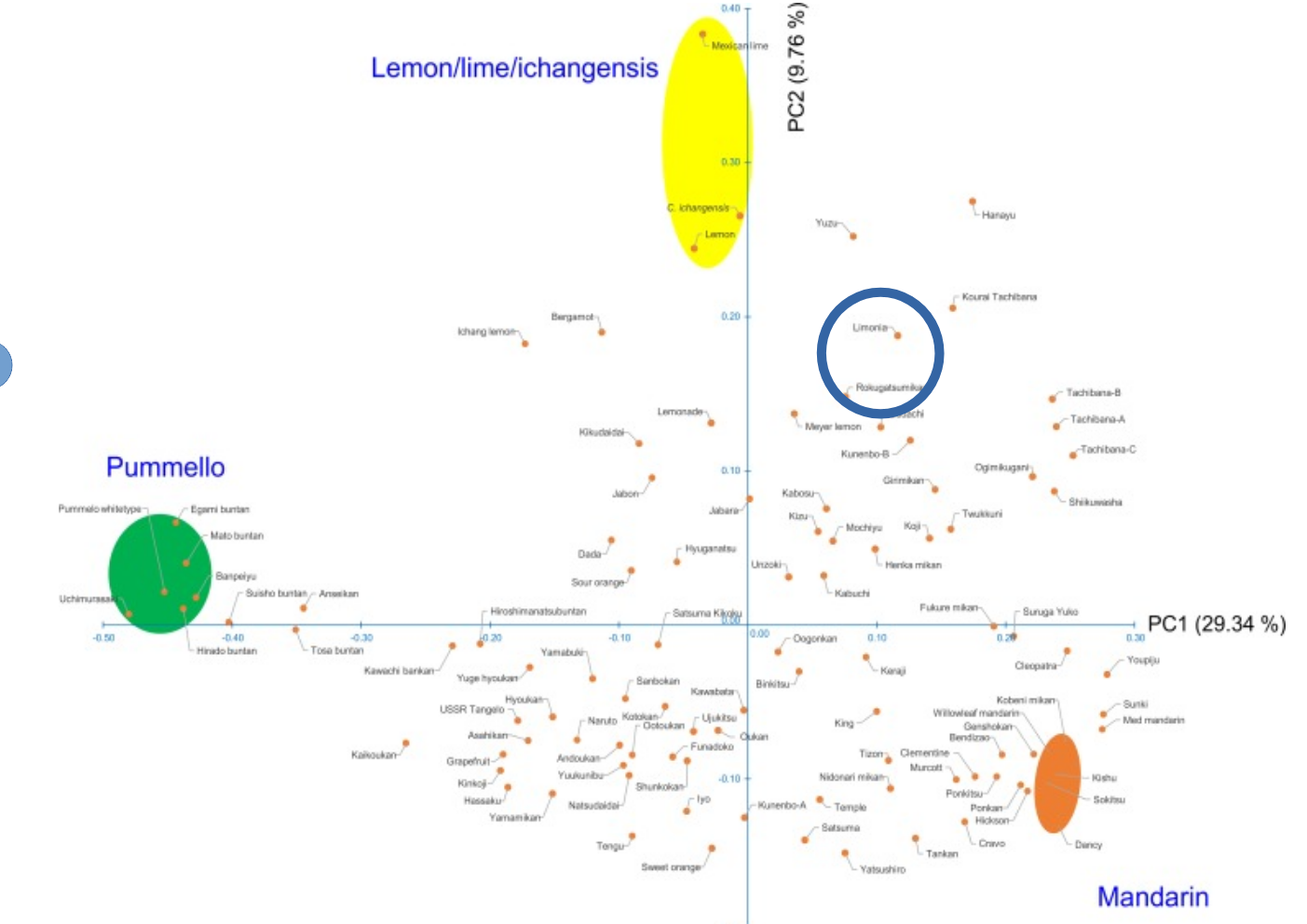
Chez Shimuzu et al. (2016) la citron Meyer est au centre d'un triangle limettes, lemonade, kabosu

### Culture - pathologies
L. Blondel note (1949) «le Citron Meyer perd son acidité dès le mois de décembre, ce qui enlève de sa valeur à partir de cette date. Il doit être greffé sur Rough Lemon ou Rhobs El Arsa, car il a une mauvaise affinité pour le Bigaradier». Le citron Meyer n'a jamais connu le succès sur le marché du fruit frais, il est trop mou pour supporter la manipulation et le transport, il ne se colore pas bien pendant le stockage.
La plante fait l'objet de restrictions de circulation aux États-Unis car elle est porteuse de certains virus asymptomatiques comme le CTV. Il est sensible à la mouche mexicaine du fruit Anastrepha ludens. C'est sur lui qu'a été isolé le Virus des feuilles déchiquetées des agrumes (CiTLV). Il était considéré en 1997 comme une menace sanitaire en Floride.

### Hybrides
Arcobal est un hybride C. Meyer x Orange double sanguine obtenu au Centre de Recherche Agronomique d'Acireale est commercialisé depuis 2012, en français Meyer sanguin, oranger Arcobal. Le fruit de taille moyenne est décoratif avec des rayures rouges sur fond orange et une pulpe doucement acide, il est donné comme vigoureux et résistant à −12 °C, - 6 °C selon une autre source.

## Utilisation

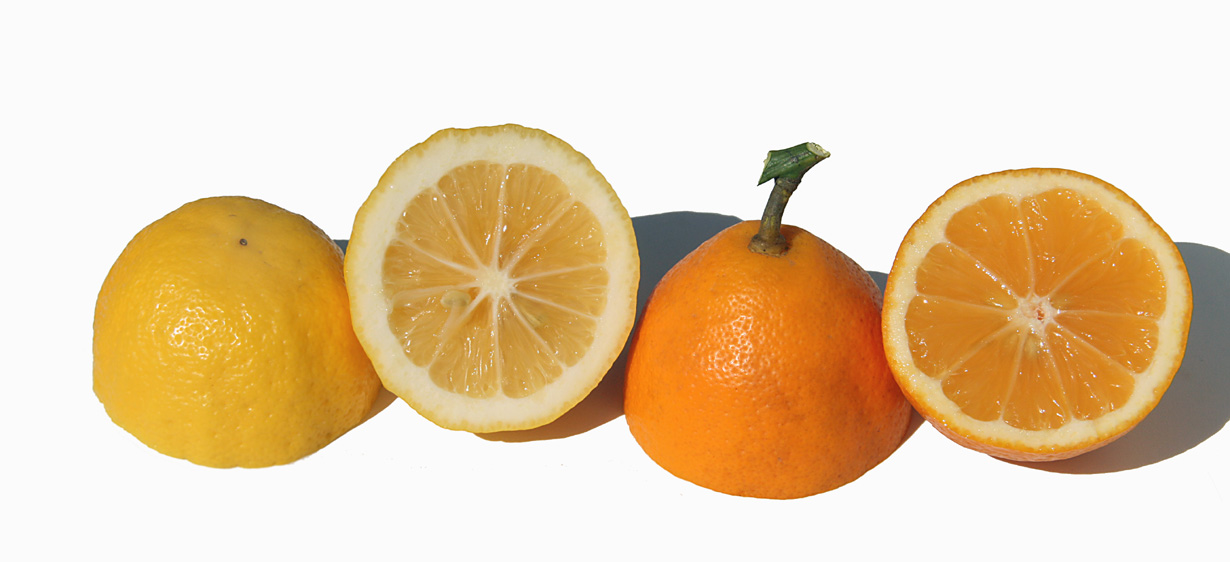
évolution de la couleur du fruit: à maturité il passe de jaune à oranger

### Plante décorative
Il est conduit en bonzai, en petites plantes en pot avec ses nombreux fruits attractifs par leur couleur. Sa petite taille, sa rusticité et sa luxuriance en font un arbre commun dans les jardins à l'arrière des maisons américaines.

### Porte-greffe
Le taux de survie moyen initial de mandarines satsuma (C. unshiu) greffées en plein champ sur le porte-greffe Meyer est élevé (92 %) selon des tests de greffage sur citronnier conduites à l'Université de Tashkent (2024). Il n'était que de 84 ou 89% pour les autres porte-greffe.

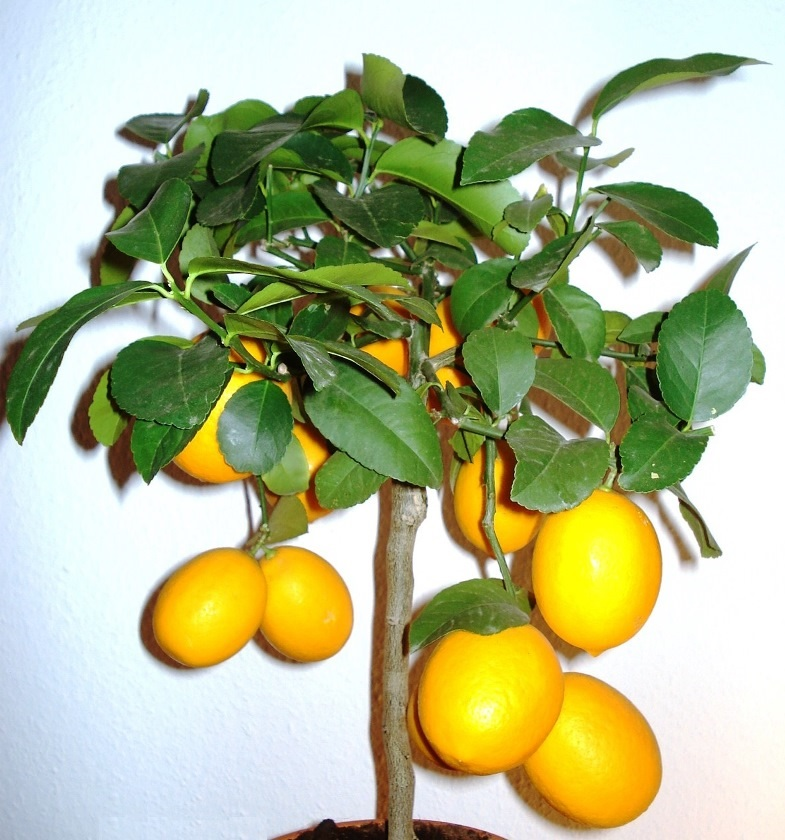
Meyer décoratif en forme naine

### Un agrumes de cuisine actuelle

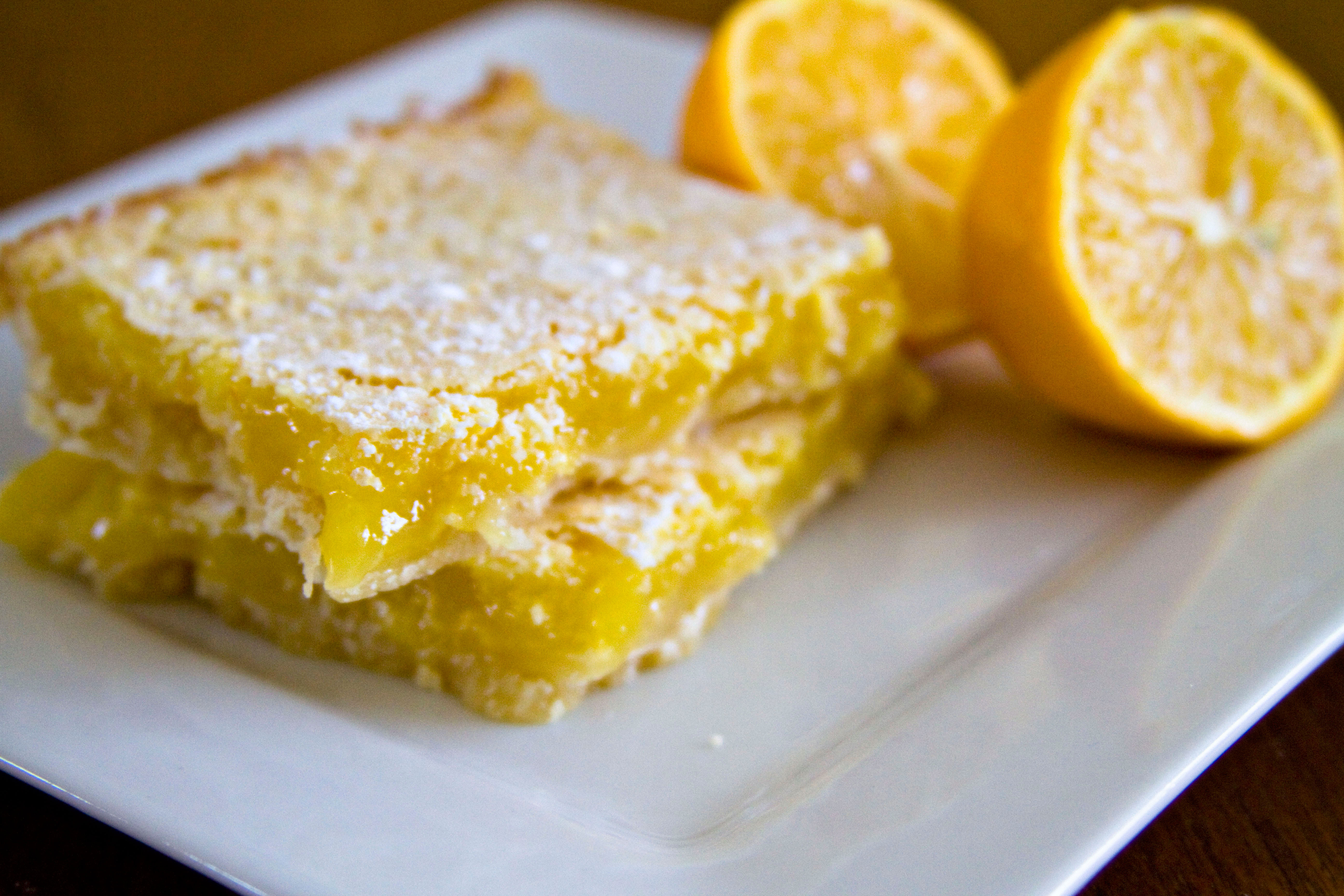
Pâtisserie au citron Meyer

Thomas Keller le confit au sel, au sucre et aux épices, et fait son beurre blanc avec, selon lui il se marie magnifiquement avec les olives. Alain Ducasse le poche au sucre, Javier Pascencia fait un caramel de citron Meyer avec son thon à l'avocat, et à Nice le sashimi de thon est aromatisé au citron Meyer, la confiture de citron Meyer est servie avec le foie gras. Alix Lefief-Delcourt (2018) signale qu'on peut utiliser la feuille en cuisine. Le classique américain est la mayonnaise Meyer Lemon Mayo (burger de Saint jacques Meyer mayo) ou l'aïoli au Meyer lemon des Cajuns dans ces sauces on utilise le jus du citron Meyer. Jorick Dorignac a remporté (mai 2024) l’épreuve anniversaire des 15 ans de Top Chef avec une tartelette citron Meyer (zeste et jus), pollen et huile d’olive.
Dans l'industrie, la pectine extraite du fruit est jugée de qualité moyenne pour la gelée.
Le fruit mûr est riche en polyméthoxyflavones (hespéridine, diosmine, narirutine et didymine) qui ont un pouvoir antioxydant, anti-prolifératif, anti-inflammatoire, antimicrobien et antidépresseur.

## Huile essentielle
L'H.E. de feuille a été publiée (1982) avec en ordre décroissant: limonène 73 %, 1,8-cinéole 7 %; isopulégol 4 %, linalol 1,7 %,myrcène 1,3 %, citronellal, a-terpinéol, terpinène-4-ol, ocimène, géranial.
L'huile essentielle du fruit est distincte de celle des citrons acides. Le D -Limonène représente 77 % et le β -pinène 1,6 % dans la publication de 2022 contre limonène (40 %) et β-pinene 25 % chez le citron.. les auteurs notent aussi un taux plus élevée de citronellal 0,34 %, de thymol 0,87 % et autres sesquiterpènes, plus pauvre en citral. Une publication turque (2017) montre une certaine proximité de l'HE de fruit avec la mandarine satsuma.